# مرحلة خروج المغلوب في دوري أبطال آسيا 2020
تقام مرحلة خروج المغلوب من دوري أبطال آسيا 2020 من 26 سبتمبر إلى 19 ديسمبر 2020. يتنافس ما مجموعه 16 فريقًا في مرحلة خروج المغلوب لتحديد بطل دوري أبطال آسيا 2020.
في 9 يوليو 2020، أعلن الاتحاد الآسيوي لكرة القدم عن جدول جديد لدوري أبطال آسيا 2020. في 16 يوليو 2020، أعلن الاتحاد الآسيوي لكرة القدم أن قطر ستستضيف دوري أبطال آسيا 2020 في المنطقة الغربية من دور المجموعات إلى الدور نصف النهائي. في 27 يوليو 2020، أكد الاتحاد الآسيوي لكرة القدم أن ماليزيا ستستضيف مباراتين في دور الـ16 تضم فرقًا من المجموعتين السابعة والثامنة، وربع النهائي بالإضافة إلى نصف نهائي المنطقة الشرقية.

## دور الـ16

### ملخص
وفي دور الـ16، يلعب الفائزون في مجموعة واحدة ضد وصيف مجموعة أخرى من نفس المنطقة، وحددت المباريات من خلال قرعة دور المجموعات.
| فريق 1   | نتيجة                 | فريق 2      |
| -------- | --------------------- | ----------- |
| الأهلي   | 1–1 (ب.و.إ.) (4–3 ج.) | شباب الأهلي |
| باختاكور | 2–1                   | استقلال     |
| برسبوليس | 1–0                   | السد        |
| النصر    | 1–0                   | التعاون     |

| فريق 1               | نتيجة                   | فريق 2                   |
| -------------------- | ----------------------- | ------------------------ |
| الفائز في المجموعة E | 6 ديسمبر (د.16 الشرق 1) | المركز الثاني للمجموعة F |
| الفائز في المجموعة F | 6 ديسمبر (د.16 الشرق 2) | المركز الثاني للمجموعة E |
| الفائز في المجموعة G | 7 ديسمبر (د.16 الشرق 3) | المركز الثاني للمجموعة H |
| الفائز في المجموعة H | 7 ديسمبر (د.16 الشرق 4) | المركز الثاني للمجموعة G |

### المنطقة الغربية
| الأهلي                                           | 1–1 (ب.و.إ.)                 | شباب الأهلي                                    |
| ------------------------------------------------ | ---------------------------- | ---------------------------------------------- |
| - السومة 54' (ركلة.)                             | تقرير مباشر تقرير الإحصائيات | - غانييف 28'                                   |
| ركلات الترجيح                                    |                              |                                                |
| - حسين عبد الغني - ليما - غريب - هوساوي - السومة | 4–3                          | - أحمد خليل - جابر - غانييف - البلوشي - النقبي |

| باختاكور                   | 2–1                          | استقلال     |
| -------------------------- | ---------------------------- | ----------- |
| - تشيران 43' - دردييوك 47' | تقرير مباشر تقرير الإحصائيات | - كريمي 32' |

| برسبوليس      | 1–0                          | السد |
| ------------- | ---------------------------- | ---- |
| - آل كثير 88' | تقرير مباشر تقرير الإحصائيات |      |

| النصر          | 1–0                          | التعاون |
| -------------- | ---------------------------- | ------- |
| - حمد الله 75' | تقرير مباشر تقرير الإحصائيات |         |

### المنطقة الشرقية
| الفائز في المجموعة E | ضد               | المركز الثاني للمجموعة F |
| -------------------- | ---------------- | ------------------------ |
|                      | تقرير الإحصائيات |                          |

| الفائز في المجموعة F | ضد               | المركز الثاني للمجموعة E |
| -------------------- | ---------------- | ------------------------ |
|                      | تقرير الإحصائيات |                          |

| الفائز في المجموعة G | ضد               | المركز الثاني للمجموعة H |
| -------------------- | ---------------- | ------------------------ |
|                      | تقرير الإحصائيات |                          |

| الفائز في المجموعة H | ضد               | المركز الثاني للمجموعة G |
| -------------------- | ---------------- | ------------------------ |
|                      | تقرير الإحصائيات |                          |

## الدور ربع النهائي

### ملخص
وفي الدور ربع النهائي، تلعب الفرق الأربعة من المنطقة الغربية في مباراتين، وتلعب الفرق الأربعة من المنطقة الشرقية في مباراتين، حيث تقرر المباريات بالقرعة، دون أي تصنيف أو حماية قطرية. أجريت قرعة الدور ربع النهائي للمنطقة الغربية في 28 سبتمبر 2020، الساعة 11:00 بتوقيت شبه الجزيرة العربية الرسمي (توقيت عالمي منسق+3)، في الدوحة، قطر.
| فريق 1   | نتيجة | فريق 2   |
| -------- | ----- | -------- |
| النصر    | 2–0   | الأهلي   |
| برسبوليس | 2–0   | باختاكور |

| فريق 1      | نتيجة                         | فريق 2      |
| ----------- | ----------------------------- | ----------- |
| سيحدد لاحقاً | 10 ديسمبر (ربع نهائي الشرق 1) | سيحدد لاحقاً |
| سيحدد لاحقاً | 10 ديسمبر (ربع نهائي الشرق 2) | سيحدد لاحقاً |

### المنطقة الغربية
| النصر                      | 2–0                          | الأهلي |
| -------------------------- | ---------------------------- | ------ |
| - مارتينيز 13' - عسيري 55' | تقرير مباشر تقرير الإحصائيات |        |

| برسبوليس           | 2–0                          | باختاكور |
| ------------------ | ---------------------------- | -------- |
| - آل كثير 49'، 66' | تقرير مباشر تقرير الإحصائيات |          |

### المنطقة الشرقية
| سيحدد لاحقاً | ضد               | سيحدد لاحقاً |
| ----------- | ---------------- | ----------- |
|             | تقرير الإحصائيات |             |

| سيحدد لاحقاً | ضد               | سيحدد لاحقاً |
| ----------- | ---------------- | ----------- |
|             | تقرير الإحصائيات |             |

## الدور نصف النهائي

### ملخص
وفي نصف النهائي، يلعب الفائزان في ربع النهائي من المنطقة الغربية ضد بعضهما البعض، ويلعب الفائزان في ربع النهائي من المنطقة الشرقية ضد بعضهما البعض.
| فريق 1 | نتيجة                | فريق 2   |
| ------ | -------------------- | -------- |
| النصر  | 3 أكتوبر (ن.ن الغرب) | برسبوليس |

| فريق 1                      | نتيجة                 | فريق 2                      |
| --------------------------- | --------------------- | --------------------------- |
| الفائز في ربع نهائي الشرق 1 | 13 ديسمبر (ن.ن الشرق) | الفائز في ربع نهائي الشرق 2 |

### المنطقة الغربية
| النصر | ضد                           | برسبوليس |
| ----- | ---------------------------- | -------- |
|       | تقرير مباشر تقرير الإحصائيات |          |

### المنطقة الشرقية
| الفائز في ربع نهائي الشرق 1 | ضد               | الفائز في ربع نهائي الشرق 2 |
| --------------------------- | ---------------- | --------------------------- |
|                             | تقرير الإحصائيات |                             |

## النهائي
في المباراة النهائية، يلعب الفائزان في نصف النهائي ضد بعضهما البعض، في مكان في المنطقة الغربية.
| الفائز في نصف نهائي الغرب | ضد               | الفائز في نصف نهائي الشرق |
| ------------------------- | ---------------- | ------------------------- |
|                           | تقرير الإحصائيات |                           |

## وصلات خارجية
- , the-AFC.com
- AFC Champions League 2020, stats.the-AFC.com